# Jefferson (Virgínia de l'Oest)
Jefferson és una població dels Estats Units a l'estat de Virgínia de l'Oest. Segons el cens del 2000 tenia 567 habitants.

## Demografia
Segons el cens del 2000, Jefferson tenia 567 habitants, 214 habitatges, i 105 famílies. La densitat de població era de 684,1 habitants per km².
Dels 214 habitatges en un 23,8% hi vivien nens de menys de 18 anys, en un 28% hi vivien parelles casades, en un 17,3% dones solteres, i en un 50,9% no eren unitats familiars. En el 44,4% dels habitatges hi vivien persones soles l'11,2% de les quals corresponia a persones de 65 anys o més que vivien soles. El nombre mitjà de persones vivint en cada habitatge era de 2,05 i el nombre mitjà de persones que vivien en cada família era de 2,81.
Per edats la població es repartia de la següent manera: un 16,4% tenia menys de 18 anys, un 10,1% entre 18 i 24, un 27,7% entre 25 i 44, un 22,6% de 45 a 60 i un 23,3% 65 anys o més.
L'edat mediana era de 42 anys. Per cada 100 dones de 18 o més anys hi havia 91,9 homes.
La renda mediana per habitatge era de 16.384 $ i la renda mediana per família de 16.477 $. Els homes tenien una renda mediana de 12.202 $ mentre que les dones 16.042 $. La renda per capita de la població era de 8.746 $. Entorn del 43,5% de les famílies i el 51,6% de la població estaven per davall del llindar de pobresa.

## Poblacions properes
El següent diagrama mostra les poblacions més properes.